# La Neuville-en-Tourne-à-Fuy
La Neuville-en-Tourne-à-Fuy és un municipi francès situat al departament de les Ardenes i a la regió del Gran Est. L'any 2007 tenia 436 habitants.

## Demografia

### Població
El 2007 la població de fet de La Neuville-en-Tourne-à-Fuy era de 436 persones. Hi havia 164 famílies de les quals 41 eren unipersonals (16 homes vivint sols i 25 dones vivint soles), 45 parelles sense fills, 62 parelles amb fills i 16 famílies monoparentals amb fills.
La població ha evolucionat segons el següent gràfic:
Habitants censats

### Habitatges
El 2007 hi havia 187 habitatges, 169 eren l'habitatge principal de la família, 7 eren segones residències i 11 estaven desocupats. 182 eren cases i 5 eren apartaments. Dels 169 habitatges principals, 129 estaven ocupats pels seus propietaris, 35 estaven llogats i ocupats pels llogaters i 5 estaven cedits a títol gratuït; 1 tenia dues cambres, 12 en tenien tres, 23 en tenien quatre i 133 en tenien cinc o més. 144 habitatges disposaven pel capbaix d'una plaça de pàrquing. A 67 habitatges hi havia un automòbil i a 80 n'hi havia dos o més.

### Piràmide de població
La piràmide de població per edats i sexe el 2009 era:
| Homes | Edats   | Dones |
| ----- | ------- | ----- |
| 0     | 95 o +  | 4     |
| 0     | 90 a 94 | 0     |
| 0     | 85 a 89 | 4     |
| 4     | 80 a 84 | 0     |
| 8     | 75 a 79 | 8     |
| 8     | 70 a 74 | 20    |
| 16    | 65 a 69 | 0     |
| 8     | 60 a 64 | 12    |
| 20    | 55 a 59 | 16    |
| 16    | 50 a 54 | 12    |
| 8     | 45 a 49 | 8     |
| 20    | 40 a 44 | 24    |
| 0     | 35 a 39 | 4     |
| 20    | 30 a 34 | 4     |
| 12    | 25 a 29 | 4     |
| 12    | 20 a 24 | 4     |
| 20    | 15 a 19 | 8     |
| 4     | 10 a 14 | 16    |
| 4     | 5 a 9   | 12    |
| 0     | 0 a 4   | 4     |

## Economia
El 2007 la població en edat de treballar era de 252 persones, 182 eren actives i 70 eren inactives. De les 182 persones actives 173 estaven ocupades (98 homes i 75 dones) i 9 estaven aturades (6 homes i 3 dones). De les 70 persones inactives 31 estaven jubilades, 15 estaven estudiant i 24 estaven classificades com a «altres inactius».

### Ingressos
El 2009 a La Neuville-en-Tourne-à-Fuy hi havia 187 unitats fiscals que integraven 500,5 persones, la mediana anual d'ingressos fiscals per persona era de 19.502 €.

### Activitats econòmiques
Dels 10 establiments que hi havia el 2007, 1 era d'una empresa de fabricació d'altres productes industrials, 6 d'empreses de comerç i reparació d'automòbils, 1 d'una empresa d'hostatgeria i restauració, 1 d'una empresa immobiliària i 1 d'una empresa de serveis.
Dels 4 establiments de servei als particulars que hi havia el 2009, 2 eren tallers de reparació d'automòbils i de material agrícola, 1 restaurant i 1 agència immobiliària.
L'any 2000 a La Neuville-en-Tourne-à-Fuy hi havia 31 explotacions agrícoles que ocupaven un total de 3.146 hectàrees.

## Poblacions més properes
El següent diagrama mostra les poblacions més properes.